# Здравко Илиев
Здравко Илиев е български футболист, роден на 19 октомври 1984 година в Стара Загора. Висок е 176 см. Играе на поста десен краен бранител за Етър.

## Кариера
Юноша на Берое Стара Загора, играе като десен бек, ляв бек или дясно крило. През 2004 пробива в първия тим на Берое Стара Загора, а през 2005 подписва с Миньор Раднево, където играе до 2008, когато се завръща в Берое Стара Загора. С отбора на Берое Стара Загора е двукратен носител на купата на България за 2009/10 и 2012/13 и носител на суперкупата на България за 2013. Преминава в ЦСКА през декември 2013 и остава до август 2014 като не успява да направи официален дебют с тима, след което заиграва за Локомотив Пловдив. През 2015 подписва с Верея Стара Загора. През юни 2018 преминава в Пирин Благоевград, а от януари 2019 е в редиците на Етър Велико Търново.